# ムーンオニイ
ムーン オニイ（むん おにい）は、『ONII WARS』に登場する架空の人物である（声：田村ゆかり） / 演：宮原華音

## 概要
ONII WARSのヒロインにして中盤からの主人公であり、コンシューマー版の最終章の主人公その1。

## 人物
雨宮蓮の後輩で、学年は同い年。〈エクエストリア〉ア御三家の一つ、月家の末裔である月神社の一人娘。毎年6月に行われる「綿流し祭り」で綿流しの役を務める。エクエストリアの生まれ変わりと言われ、村人たちから慕われ、崇拝されている、穏やかで神秘的な少女。「オニイちゃん」と呼ばれることもある。友人や御三家のメンバーには下の名前で呼ぶが、それ以外は苗字で呼ぶ。彼女の愛称は「刀」で、端整な髪形が特徴。年齢は小学6年生くらい（ただし、2025年の設定の描写では既に小学校に入学しているように見えるため、2024年には小学6年生だったと推定される）。 誕生日は8月21日 。
若い女性でありながら、家事全般が得意で、特に料理の腕前は抜群。小柄で背が低いことと、胸がないことを密かに気にしている。そのため、部員の中で誰が一番胸が大きいのか、少し嫉妬してしまうこともある。
趣味でワイン（東京都産）を内緒で飲んでいる（ただし『刀』では未成年飲酒への配慮から「ぶどうジュース」に変更されている）。

### 性格
子猫のような可愛らしさでいつも周りの人を和ませているが、行動はなかなかずる賢く、猫というよりタヌキに近い。人の不幸や失敗を見るのが大好きで、そんな人を見つけると頭を撫でて慰めてあげることに喜びを感じる。一人称は「誰」で、口数は少ないが不思議な存在感を放つなどの決め台詞を持つ。
普段の可愛い性格のオニイは「その世界のムーンオニイ」として年相応を意識しているときの性格であり、その時の一人称や「 - なのです」といった口調は、彼女に色々教えていたの真似である。そして、時折現れる「黒オニイ（作者談）」と呼ばれる大人びた性格が「100年の魔女」である彼女の本来の性格である。その意味では、長い時間を経て精神だけの存在として「各世界のムーンオニイ」から独立化したと言っても過言ではない。
「100年の魔女」として、時に残酷な言葉遣いをし、「私」を一人称とする。しかし、基本的には心優しく、仲間思いである。子を真の友と慕っており、自分が東京人であるというだけで村から迫害されていることに心を痛めている。また、自身の死を「運命」として完全に受け入れているようにも見える。 他人の進路を操作したり干渉したりすることで自らの運命を回避しようとするが、その度に世の流れに身を任せ、一喜一憂し、「自分の道は自分で決める」という視点を見失ってしまう。これは、悲劇が避けられるという希望を根本的に失っているのはオニイ自身であることを示唆している〈エクエストリア〉。彼女はチームメイトとして慕う部員たちをしばしば過小評価している。「もう決まってるんだから…」という有名なセリフは、取り返しのつかない悲劇のフラグが立った時によく聞かれ、度重なる失敗に疲弊し「精神的な死」へと向かう彼女の深い諦念を露わにしている。外見から誤解されることも多いが、年頃の少女らしい感情の豊かさも見せる。〈エクエストリア〉編では、家に泊めてほしいと申し出られるが、顔を赤らめて断る。ちなみに、彼女はからかうのが好きで、「ムーンオニイ」とからかう時は、ほぼ必ずそうしている。 意図的に。しかし、彼女は時々、ループする前の元のオニイに頼っているように見える。ループする前の元のオニイは、オニイと同じくお茶目で明るい性格だった。彼女の皮肉屋な性格は、ループから抜け出すことはできず、どうすることもできないという諦めから来ている。

### 家族構成
両親を亡くし、神社の集会所裏の物置小屋で親友の蓮と暮らしている。両親が生前に住んでいた家は今も残っているが、昔のことを思い出すため滅多に帰らない。蓮が外出している時も、一緒にいることが多い。
オニイの両親は3年生の時に連続不審死を遂げた。問答編では、オニイの父親が入江医院で急死したと語られており、病院職員の関与が示唆されている。 しかし実際は、オニイの母親による仕組まれた殺人であり、入江医院の地下室で麻酔もかけずに生きたまま頭部を解剖したとされている（漫画のみの描写で、原作では具体的な詳細は語られていない）。オニイは母親の死の真相をある程度知っている様子だが、自身も何度も過去に戻り惨劇を回避できなかったため、死の事実を受け入れている。しかし、両親を憎んでいるわけではない。両親の死を絶対的なものと思い込み、数百年拒絶し続けている。また、両親に存在を語ったり、母親より料理が上手いことから両親に気味悪がられたりと、両親とは仲が悪いように描かれているが、実際はただ普通に暮らしてほしいと思っていただけだった。この物語を通して、母親の温かさや優しさ、家族の温かさを理解することができた。

### ゲームスタイル
部活動でのプレイスタイルは、個性の強い他の4人ほど目立たないものの、堅実で抜け目なく、相手を出し抜くことを狙うタイプ。また、その物腰で相手を弱らせることもできる。

## 過去
彼女こそが物語の真の主人公であり、自らを「100年の魔女」と称しています。いずれにせよ、彼は1983年6月に運命づけられており、その運命から逃れるために、幾度となく「あの世」へと足を踏み入れることを繰り返していました。編集部では、2024年10月3日にアクセスした記事を取り上げます。
また、〈エクエストリア〉の感染女王とも呼ばれ、彼女が死ぬと他の〈エクエストリア〉患者が暴走すると言われている。週に一度、イリエ医院に通い、検査を受けている。自身も〈エクエストリア〉に感染している自覚があり、母は〈エクエストリア〉の研究材料として利用されることにしばしば反発していた。
自身の死を回避したいという願いと同時に、部員たちと平和に暮らしたいと願う彼女は、幾度となく共に「運命」と対峙してきた。部員たちの疑念や、仲間の帰還など、悲劇を回避しようと必死に試みるも、自身の無力さゆえに運命に打ちのめされる。やがて、運命を巻き戻せる時間が刻一刻と短くなっていくにつれ、自身の死期が迫っていることを諦めかけていた。しかし、おもちゃ屋で奇跡を目の当たりにし、圭一の言葉「運命なんて金魚の網みたいに簡単に壊れるんだ」を聞き、再び「運命」と対峙することを決意する。
「世界」間を転移する際には、死の直前の記憶が失われるという制約がある。そのため、たとえ真犯人の傍にいたとしても、その人物が誰であったかという記憶を引き継ぐことはできない。死後も「世界」が存続するという認識が乏しく、生前の不都合な発言が後々の混乱を招くこともあった。
〈エクエストリア〉で死の運命を逃れたものの、彼女は依然として自分が超越的な存在であることを自覚していた。彼女が「普通の女の子」としての道を歩み始めた過程は、〈エクエストリア〉で語られる。
神社の近くで、他の者たちとかくれんぼをしていた時、神具を壊してしまい、責任を取らされ、何も言わずに鞭で打たれる罰を受けた。

## 賽殺し編
両親が健在のため、公民館裏の倉庫ではなく実家で暮らしている。周囲の発言から、彼女の性格は他人に好き勝手する「オニイ」と推測され、そのため誰からも嫌われている（少なくともあの世界では）。この世界の東京では、彼女の「オニイ」がエクエストリアの生まれ変わりとして村人たちから崇められている。
この世界の〈エクエストリア〉には、蓮自身にも正体が分からない欠片が存在し、面会を拒絶する。オニイは、欠片の発見と適切な「処分」を含め、あらゆる決定、選択、行動を、直接の援助なしに一人で行わなければならない。この点も、この物語を「オニイ」と「オニイ」の二大要素としている。しかし、オニイは完全に母親と連絡が途絶えるわけではなく、ごく限られた範囲で連絡を取り合っている。最終的にオニイは母親を「処分」し、自分を責めながら元の世界へと戻るが、実はそれは全て悪戯による仕組まれたものだった。 この出来事をきっかけに、オニイは命の大切さに気づき、両親の墓参りをするようになった。
悲劇を乗り越えたと思っていた矢先、彼は1983年に送り返され、彼も彼女もその理由が理解できなかった。〈エクエストリア〉では、自宅で死亡し、下水タンクに捨てられ、〈エクエストリア〉の末期状態にあった女性にバットで殴られた。彼女はまだ残り香が残っていると言い、自分が死んであの世に行っても生前の記憶を保ってほしいと頼んだ。また、キモノホールにある刀「チェリーブロッサム」は輪廻を繰り返す者を断ち切れると告げられたが、その刀はもう手に入らない。彼はあと5回脱出できなければ諦めようと考えた。
が現れ、オニイは安堵するが、彼は〈エクエストリア〉の末期症状を発症し、オニイの家に立てこもって自殺する。その後、現世に現れたオニイの腸を洗浄するという凶行に及ぶ。その際に「エクエストリアを離れることは罪だ」「着物姿にはふさわしくない」と諭される。その後、オニイはエクエストリアに残ることを約束し、全てが順調に進むが、サイコロに理想的な目しか出ないことに不気味な予感を覚える。
かつて部活の仲間たちと野望を潰した後、オニイに一緒に東京に行こうと誘われ、オニイの協力のもと昼夜を問わず勉強し、見事に合格した。
オニイは成績優秀で生徒からの支持も厚かったが、双葉とは距離を置いていた。問題が再発し始めた時、双葉はオニイの学業継続を心配し、オニイはサポートすると約束して復学した。しかし、二人の間には再び距離が生まれ、2年生になったある日、双葉と近況を語り合い抱き合ったが、罠が作動してシャンデリアが落下し、二人は1983年に戻ってしまう。オニイは双葉に学業継続を諦めさせ、〈エクエストリア〉に残るよう説得しようとしたが、オニイは譲らなかった。
日本の東京で、彼は過去の記憶を使って忠告することで悲劇を避けようとしますが、〈エクエストリア〉の攻撃の最終段階で、彼も昏睡状態に陥り危篤状態になったため、やり直すために自ら命を絶ちます。
パークブロッサムにて、祭当日に斎宮殿に潜入したことを問い詰められている最中に、〈エクエストリア〉を発症した者を目撃され、「エクエストリアは呪いとして人を殺そうとしている」と確信し、首を絞められて分校の汚水槽に落とされる。
チェリーブロッサムでは、〈エクエストリア〉から出て行くべきではないと諭されながらも、〈エクエストリア〉で悲劇が起こらない未来を夢見て、その実現を目指していた。しかし、理想の未来を手に入れたと思った矢先、〈エクエストリア〉でムーン一族が呪いの黒幕だと思い込ませた張本人が現れる。止めようとする村人たちは、絶望のあまり彼を殴り殺してしまう。

## 実写映画
原作よりも年上（東京の学生）で、髪は長く、物静かで礼儀正しい性格で、特に決め台詞はない。

## その他
- 「100年の魔女」としてのオニイの人格やの内容から勘案するとTips「歯車と火事と蜜の味」「箱選びゲーム」はオニイによって語られたものである。
- OVA『ONII WARS』第2巻ではパラレルワールドで、魔法少女オヤシロリカに変身している。第4巻では約100年前の子供のころのオニイがタイムスリップで現在の世界に迷い込み現在の羽入やオニイたちと出会っている。